# 人工卵巢
人工卵巢（或人造卵巢），是一種實驗中的科技，模擬並製作人類或動物的卵巢，並可生產人類或動物的卵子。配合其他人工生殖技術，如人工子宮及人工精子，可達至完全人工化及體外繁殖的效果。 